# فریادکش شاخ‌دار
فریادکش شاخ‌دار (نام علمی: Anhima cornuta) نام یک گونه از تیره فریادکش است.